# Laura Robson
Laura Robson (Melbourne, 1994. január 21. –) olimpiai ezüstérmes, junior Grand Slam-tornagyőztes, korábbi junior világelső ausztrál születésű brit teniszezőnő.
Hétéves kora óta él Nagy-Britanniában. 2007-ben debütált juniorként, majd 2008-ban 14 évesen junior wimbledoni bajnok lett, ezt követően kétszer döntőbe jutott az Australian Openen, 2009-ben és 2010-ben.
2008–2022 közötti profi pályafutása során egyéniben három, párosban négy ITF-tornagyőzelmet szerzett. A felnőttek között a legjobb világranglistás helyezése egyéniben a 27. hely volt, melyet 2013. július 8-án ért el. Egy ideig a top 100-as lista legfiatalabb játékosa volt. Párosban 2014. március 17-én a 82. helyen állt.
Vegyes párosban a 2012-es londoni olimpián ezüstérmet szerzett, partnere a férfi egyes aranyérmese, Andy Murray volt.
A 2012-es US Open egyik meglepetése volt, mert a második fordulóban két szettben búcsúztatta a visszavonuló, háromszoros US Open-bajnok Kim Clijsterst, majd a harmadik körben a 9. kiemelt, Roland Garros-győztes Li Nát ejtette ki a versenyből, így 14 év után az első brit női teniszező lett, aki Grand Slam-tornán a legjobb 16 közé jutott. A negyedik körben a címvédő Samantha Stosur búcsúztatta 6–4, 6–4-es eredménnyel.
2012-ben, 2013-ban és 2017-ben tagja volt Nagy-Britannia Fed-kupa-válogatottjának.
2013. októberben megsérült, ezt követően 2016-ig mindössze 33 mérkőzést játszott. 2017-től vett részt ismét folyamatosan a versenyeken. 2022 májusában jelentette be visszavonulását a profi tenisztől.

### Junior Grand Slam döntői

#### Egyéni

##### Győzelmek (1)
| Év   | Bajnokság | Borítás | Ellenfél                | Eredmény      |
| ---- | --------- | ------- | ----------------------- | ------------- |
| 2008 | Wimbledon | Fű      | Noppawan Lertcheewakarn | 6–3, 3–6, 6–1 |

##### Elveszített döntői (2)
| Év   | Bajnokság       | Borítás | Ellenfél          | Eredmény    |
| ---- | --------------- | ------- | ----------------- | ----------- |
| 2009 | Australian Open | Kemény  | Kszenyija Pervak  | 3–6, 1–6    |
| 2010 | Australian Open | Kemény  | Karolína Plíšková | 1–6, 6–7(5) |

## WTA-döntői
| Összesítés           |                        |
| Grand Slam-torna (0) |                        |
| Tier I (0)           | Premier Mandatory* (0) |
| Tier II (0)          | Premier Five* (0)      |
| Tier III (0)         | Premier* (0)           |
| Tier IV (0)          | International* (0)     |
| Tier V (0)           | Challenger* (0)        |

* 2009-től megváltozott a tornák rendszere.
 Az egymás mellett azonos színnel jelölt tornatípusok között nincs teljes mértékű megfelelés.

### Egyéni

#### Elveszített döntői (1)
| No. | Dátum                | Torna                                        | Borítás | Ellenfél a döntőben | Eredmény a döntőben | Eredmény a döntőben |
| 1.  | 2012. szeptember 22. | Guangzhou International Women’s Open, Kanton | Kemény  | Hszie Su-vej        | 3–6, 7–5, 4–6       | (részletek)         |

### Páros

#### Elveszített döntői (2)
| No. | Dátum             | Torna                               | Borítás | Partner      | Ellenfelek a döntőben             | Eredmény a döntőben |
| 1.  | 2013. március 31. | Miami Open, Egyesült Államok        | Kemény  | Lisa Raymond | Nagyja Petrova Katarina Srebotnik | 1–6, 6–7(2)         |
| 2.  | 2017. június 18.  | Nottingham Open, Egyesült Királyság | Fű      | Jocelyn Rae  | Monique Adamczak Storm Sanders    | 4–6, 6–4, [4–10]    |

## ITF döntői

### Egyéni: 4 (3–1)
| Díjazás               |
| --------------------- |
| $100,000 torna        |
| $75,000/$80,000 torna |
| $50,000/$60,000 torna |
| $25,000 torna         |
| $10,000/$15,000 torna |

| Borításonként |
| ------------- |
| Kemény (2–1)  |
| Salak (0–0)   |
| Fű (0–0)      |
| Szőnyeg (1–0) |

| Eredmény | No. | Dátum               | Verseny                       | Borítás | Ellenfél         | Eredmény         |
| -------- | --- | ------------------- | ----------------------------- | ------- | ---------------- | ---------------- |
| Győzelem | 1.  | 2008. november 3.   | Sunderland, Nagy-Britannia    | Kemény  | Samantha Vickers | 6–3, 6–2         |
| Döntős   | 1.  | 2011. július 11.    | Woking, Nagy-Britannia        | Kemény  | Konta Johanna    | 4–6, 1–1 feladta |
| Győzelem | 2.  | 2016. augusztus 14. | Landisville, Egyesült Államok | Kemény  | Julia Elbaba     | 6–0, 6–0         |
| Győzelem | 3.  | 2017. május 21.     | Kurume, Japán                 | Szőnyeg | Katie Boulter    | 6–3, 6–4         |

### Páros: 9 (4–5)
| Díjazás               |
| --------------------- |
| $100,000 torna        |
| $75,000/$80,000 torna |
| $50,000/$60,000 torna |
| $25,000 torna         |
| $10,000/$15,000 torna |

| Borításonként |
| ------------- |
| Kemény (4–4)  |
| Salak (0–0)   |
| Fű (0–1)      |
| Szőnyeg (0–0) |

| Eredmény | No. | Dátum                | Torna                         | Borítás | Partner           | Ellenfél                        | Eredmény         |
| -------- | --- | -------------------- | ----------------------------- | ------- | ----------------- | ------------------------------- | ---------------- |
| Döntős   | 1.  | 2012. június 9.      | Nottingham, Nagy-Britannia    | Fű      | Heather Watson    | Eléni Danjilídu Casey Dellacqua | 4–6, 2–6         |
| Döntős   | 2.  | 2015. július 25.     | Granby, Kanada                | Kemény  | Erin Routliffe    | Jessica Moore Storm Sanders     | 5–7, 2–6         |
| Győzelem | 1.  | 2016. augusztus 14.  | Landisville, Egyesült Államok | Kemény  | Freya Christie    | Elise Mertens An-Sophie Mestach | 6–3, 6–4         |
| Döntős   | 3.  | 2017. április 8.     | Isztambul, Törökország        | Kemény  | Freya Christie    | Olga Dorosina Polina Monova     | 3–6, 2–6         |
| Győztes  | 2.  | 2017. szeptember 17. | Las Vegas, USA                | Kemény  | An-Sophie Mestach | Sophie Chang Alexandra Mueller  | 7–6(7), 7–6(2)   |
| Döntős   | 4.  | 2017. október 28.    | Liucsou, Kína                 | Kemény  | Jacqueline Cako   | Han Hszin-jün Makoto Ninomiya   | 2–6, 6–7(3)      |
| Győztes  | 3.  | 2018. február 2.     | Burnie, Ausztrália            | Kemény  | Vania King        | Momoko Kobori Chihiro Muramatsu | 7–6(3), 6–1      |
| Döntős   | 5.  | 2018. február 9.     | Launceston, Ausztrália        | Kemény  | Valerija Szavinih | Jessica Moore Ellen Perez       | 6–7(5), 4–6      |
| Győztes  | 4.  | 2018. március 10.    | Jokohama, Japán               | Kemény  | Stollár Fanny     | Momoko Kobori Chihiro Muramatsu | 5–7, 6–2, [10–4] |

## Eredményei Grand Slam-tornákon

### Egyéniben
| Grand Slam | Australian Open | Australian Open  | Roland Garros | Roland Garros      | Wimbledon | Wimbledon          | US Open        | US Open            |
| Év         | Eredmény        | Utolsó ellenfél  | Eredmény      | Utolsó ellenfél    | Eredmény  | Utolsó ellenfél    | Eredmény       | Utolsó ellenfél    |
| 2009       | –               | –                | –             | –                  | 1. kör    | Daniela Hantuchová | Selejtező(Q3)  | Selejtező(Q3)      |
| 2010       | Selejtező(Q2)   | Selejtező(Q2)    | –             | –                  | 1. kör    | Jelena Janković    | Selejtező(Q3)  | Selejtező(Q3)      |
| 2011       | –               | –                | –             | –                  | 2. kör    | Marija Sarapova    | 2. kör         | A Medina Garrigues |
| 2012       | 1. kör          | Jelena Janković  | 1. kör        | A Medina Garrigues | 1. kör    | F Schiavone        | 4. kör         | Samantha Stosur    |
| 2013       | 3. kör          | Sloane Stephens  | 1. kör        | Caroline Wozniacki | 4. kör    | Kaia Kanepi        | 3. kör         | Li Na              |
| 2014       | 1. kör          | Kirsten Flipkens | –             | –                  | –         | –                  | –              | –                  |
| 2015       | –               | –                | –             | –                  | 1. kör    | J Rogyina          | 1. kör         | Jelena Vesznyina   |
| 2016       | –               | –                | 1. kör        | Andrea Petković    | 1. kör    | Angelique Kerber   | 1. kör         | Naomi Broady       |
| 2017       | Selejtező(Q1)   | Selejtező(Q1)    | –             | –                  | 1. kör    | B Haddad Maia      | Selejtező (Q1) | Selejtező (Q1)     |

### Páros
| Grand Slam | Australian Open         | Australian Open                      | Roland Garros    | Roland Garros   | Wimbledon              | Wimbledon                        | US Open                 | US Open                            |
| Év         | Eredmény Partner        | Utolsó ellenfél                      | Eredmény Partner | Utolsó ellenfél | Eredmény Partner       | Utolsó ellenfél                  | Eredmény Partner        | Utolsó ellenfél                    |
| 2009       | –                       | –                                    | –                | –               | 2. kör Georgie Stoop   | Sz Kuznyecova Amélie Mauresmo    | –                       | –                                  |
| 2010       | Negyeddöntő Sally Peers | Marija Kirilenko Agnieszka Radwańska | –                | –               | 1. kör Sally Peers     | Kaia Kanepi Csang Suaj           | –                       | –                                  |
| 2011       | –                       | –                                    | –                | –               | 1. kör Anne Keothavong | Volha Havarcova Alla Kudrjavceva | –                       | –                                  |
| 2012       | 1. kör Ashleigh Barty   | Dominika Cibulková Jill Craybas      | –                | –               | 1. kör Heather Watson  | Hszie Su-vej Sabine Lisicki      | 1. kör Sahar Peér       | Sabine Lisicki Peng Suaj           |
| 2013       | 1. kör Babos Tímea      | A Pavljucsenkova Lucie Šafářová      | –                | –               | 2. kör Lisa Raymond    | A-L Grönefeld Květa Peschke      | –                       | –                                  |
| 2014       | –                       | –                                    | –                | –               | –                      | –                                | –                       | –                                  |
| 2015       | –                       | –                                    | –                | –               | 1. kör Madison Keys    | J Makarova J Vesznyina           | 2. kör Kirsten Flipkens | Caroline Garcia Katarina Srebotnik |
| 2016       | –                       | –                                    | –                | –               | 1. kör Ashleigh Barty  | Csan Hao-csing Csan Jung-zsan    | –                       | –                                  |
| 2017       | –                       | –                                    | –                | –               | 2. kör Jocelyn Rae     | Ninomija Makoto Renata Voráčová  | –                       | –                                  |
| 2018       | 1. kör Coco Vandeweghe  | Csan Hao-csing Katarina Srebotnik    | –                | –               | –                      | –                                | –                       | –                                  |

## Év végi világranglista-helyezései
| Év     | 2008  | 2009 | 2010 | 2011 | 2012 | 2013 | 2014 | 2015 | 2016 | 2017 | 2018 |
| Egyéni | 559.  | 419. | 206. | 131. | 53.  | 46.  | 951. | 558. | 220. | 251. | 435. |
| Páros  | 1006. | 299. | 127. | 808. | 285. | 91.  | -    | 291. | 487. | 113. | 255. |

## Díjai, elismerései
- 2012: Az Év újonca (WTA Newcomer of the Year)